# Devario affinis
Devario affinis är en fiskart som först beskrevs av Blyth, 1860.  Devario affinis ingår i släktet Devario och familjen karpfiskar. IUCN kategoriserar arten globalt som otillräckligt studerad. Inga underarter finns listade i Catalogue of Life.